# بيير غيرالد
بيير غيرالد (بالفرنسية: Pierre Gérald)‏
```
هو 
ممثل
 
فرنسي
، ولد في 
26 مايو
 
1906
 في 
باريس
 في 
فرنسا
، وتوفي في 
23 مارس
 
2012
 في 
لوفالوا-بيري
 في 
فرنسا
.
[
2
]
[
3
]
```

## وصلات خارجية
- بيير غيرالد على موقع IMDb (الإنجليزية)
- بيير غيرالد على موقع ألو سيني (الفرنسية)
- بيير غيرالد على موقع قاعدة بيانات الأفلام السويدية (السويدية)
- بيير غيرالد على موقع قاعدة بيانات الفيلم (الإنجليزية)
- بيير غيرالد على موقع كينوبويسك (الروسية)